# Gunpei Yokoi
Gunpei Yokoi (japonès: 横井 軍平)  (Kyoto, 10 de setembre de 1941 - prefectura d'Ishikawa, 4 d'octubre de 1997) fon un enginyer i dissenyador japonés, responsable de la creació de molts productes de Nintendo, entre els quals el joc original de Famicom Metroid o la consola portàtil Game Boy.

Gunpei començà a treballar en Nintendo com a mecànic de les màquines de producció, quan l'empresa encara es dedicava a fabricar jocs de cartes, i dissenyava joguetets en el temps lliure:
aficionat a desmuntar coses de xicotet i graduat en electrònica en la Universitat de Doshisha, Yokoi era l'encarregat de millorar la producció de la cadena de muntatge de cartes hanafuda fins que l'any 1974 cridà l'atenció del president Hiroshi Yamauchi amb els joguetets que construïa.
Un d'eixos joguets, un avantbraç extensible, millorat i comercialitzat en la campanya de Nadal amb el nom d'Ultra Hand, vené més d'un milió d'unitats, la qual cosa ressituà Nintendo com a empresa joguetera: d'ençà, Yokoi creà més joguets com l'Ultra Scope, l'Ultra Machine o el Love Tester, una màquina que determinava la compatibilitat d'una parella; també treballà en cèl·lules fotoelèctriques amb Masayuki Uemura per a crear la pistola de llum Beam Gun, moment a partir del qual es dedicà exclusivament als joguets electrònics.

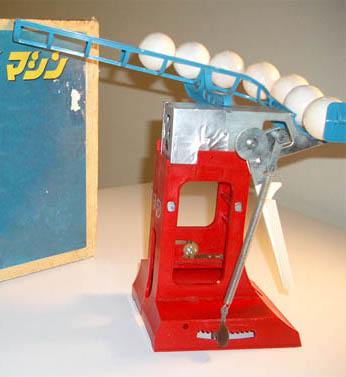
Ultra Machine (1967)
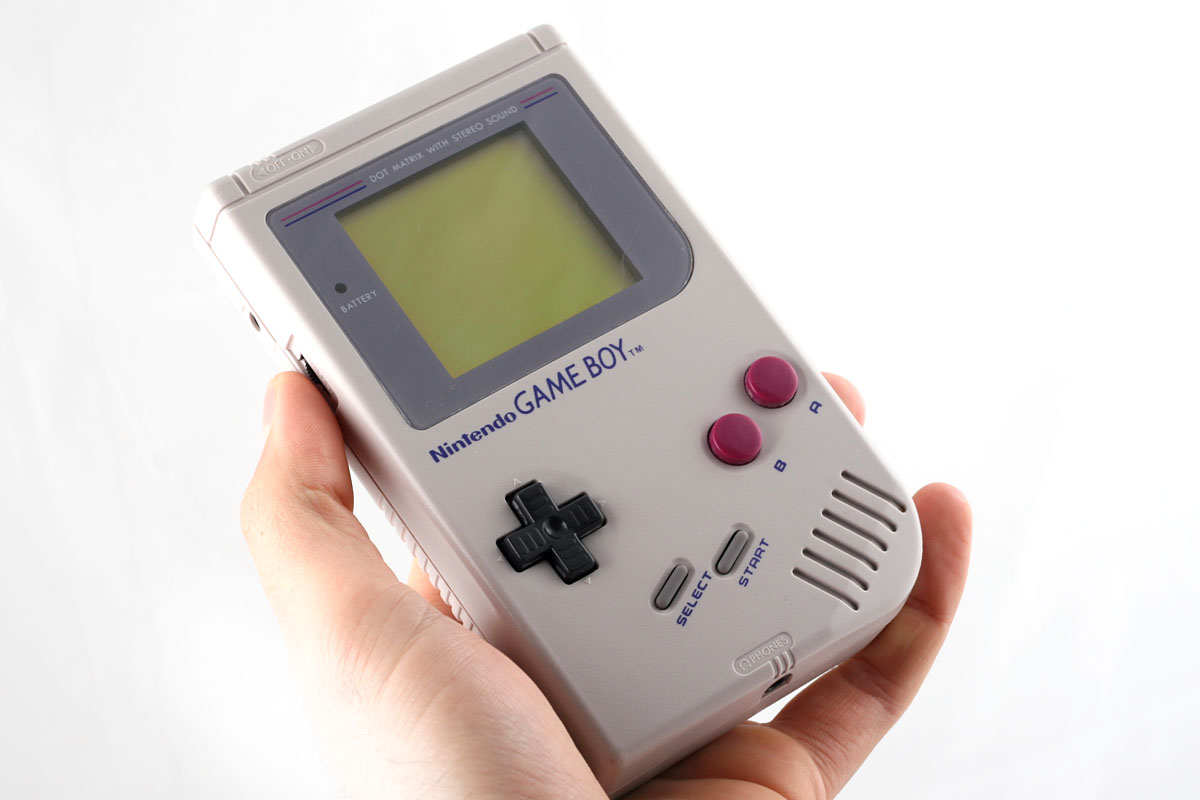
Game Boy (1989)

El dia que Gunpei Yokoi deixà Nintendo, en agost de 1996, les accions de Nintendo es varen vendre tant que la borsa de Tòquio hagué de parar les transaccions, encara que la venda massiva responia a un article d'opinió que vaticinava la baixada del seu valor.
Yokoi se n'eixí després de la comercialització de la Game Boy Pocket i fundà una altra companyia, Koto Company, alhora que afirmava que el motiu del canvi no fon pel fracàs del Virtual Boy: en Koto dissenyà una nova portàtil per a Bandai, la WonderSwan, el primer joc de la qual es titulà Gumpey en homenatge.
El 4 d'octubre de 1997 cap a les 19.15, Yokoi anava en un cotxe conduït per un executiu de Nintendo, Etsuo Kiso, el qual embestí una camioneta i la feu estavellar-se contra el guarda-raïl: en baixar del cotxe per a ajudar el camioner, els dos foren colpejats per un altre vehicle que provocà la mort de Yokoi i, a Kiso, li trencà les cames. El succés fon objecte d'una teoria de la conspiració segons la qual Yamauchi hauria ordenat assassinar-lo per mitjà dels yakuza, però s'ha provat que Nintendo no té lligams amb la màfia japonesa:.